# Chaufferie de l'Université du Travail
La Chaufferie de l'Université du Travail, également connue sous le nom de la Chaufferie centrale, et actuellement désignée comme le centre IFAPME de Charleroi, est un bâtiment universitaire situé à Charleroi en Belgique. Il a été construit dans les années 1950 par les ingénieurs bruxellois Jacques Verdeyen et Paul Moenaert et a fait l'objet d'une rénovation entre 2018 et 2022 menée par le bureau d'études liègeois Baumans-Deffet,.

## Histoire
À l'origine, la chaufferie jouait un rôle important  dans le système énergétique de l'Université du Travail, implanté sur le plateau de l'exposition internationale de Charleroi de 1911. Charleroi à cette époque était une ville marquée par une forte activité industrielle et une exploitation intensive du charbon, ce qui a conduit à l'apogée de l'Université et de ses installations, y compris la chaufferie, jusqu'à la moitié du XXe siècle. 
La principale fonction de la chaufferie était d'abriter les installations de chauffage de l'université, le bâtiment était équipé de deux grandes chaudières réparties sur trois niveaux, entourées d'une structure métallique carrée. Leur approvisionnement en charbon se faisait par un système de transport utilisant une rampe adjacente à l'ancienne rue de la Broucheterre, qui acheminait le combustible vers deux grands silos en béton. Les cendres étaient collectées par un système de gravité et éliminées par camion via l'entrée principale. La vapeur à haute pression générée était ensuite acheminée vers les autres bâtiments de l'Université à travers des canalisations passant par les tunnels Vauban, qui existent encore sous le site,.
Toutefois, les années 1960, et de manière encore plus significative après la crise pétrolière de 1973, ont signifié le début d'un déclin pour Charleroi, aggravé par la période de désindustrialisation que la ville a traversée.  Ce recul a progressivement réduit la pertinence et le rôle de ses infrastructures emblématiques, en particulier de la chaufferie. Vers la fin du XXe siècle, les fonctions de la chaufferie ont diminué et le bâtiment est désormais  inutilisé. Représentant ainsi un témoignage silencieux d'une époque passée.

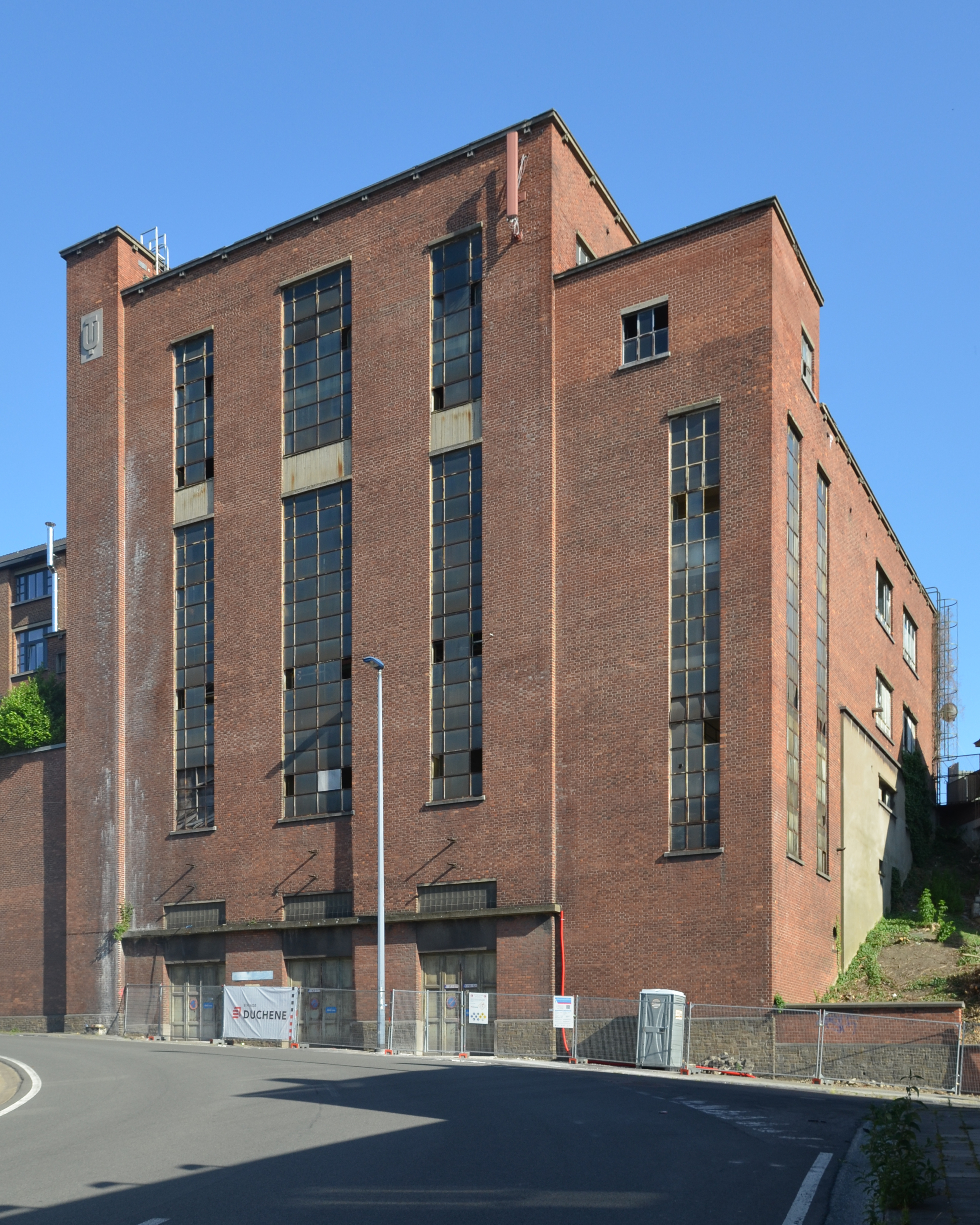
Chaufferie à partir de la rue de la Broucheterre avant sa rénovation.

En 2018, dans le cadre de la vision ambitieuse de revitalisation de Charleroi financée par le programme FEDER 2014-2020, et plus spécifiquement dans le projet du District Créatif, l'Université du Travail et ses différents bâtiments ont été l'objet d'une rénovation significative. Ainsi, le bâtiment de la chaufferie a été rénové et réaffecté en tant que centre de compétence en Design et Innovation de l'Institut Wallon de Formation en Alternance et des Indépendants et Petites et Moyennes Entreprises (IFAPME),.

## Architecture
Initialement conçue comme une usine urbaine, la Chaufferie présente un remarquable exemple d'architecture industrielle du début du XXe siècle. Son bâti en briques rouges incarne le fonctionnalisme moderniste de l'époque. Avec une hauteur atteignant environ trente mètres, le bâtiment allie une esthétique formelle expressive à une compacité et dynamisme soulignés par la forte pente du terrain et la verticalité des ouvertures,.

## Rénovation et reconversion

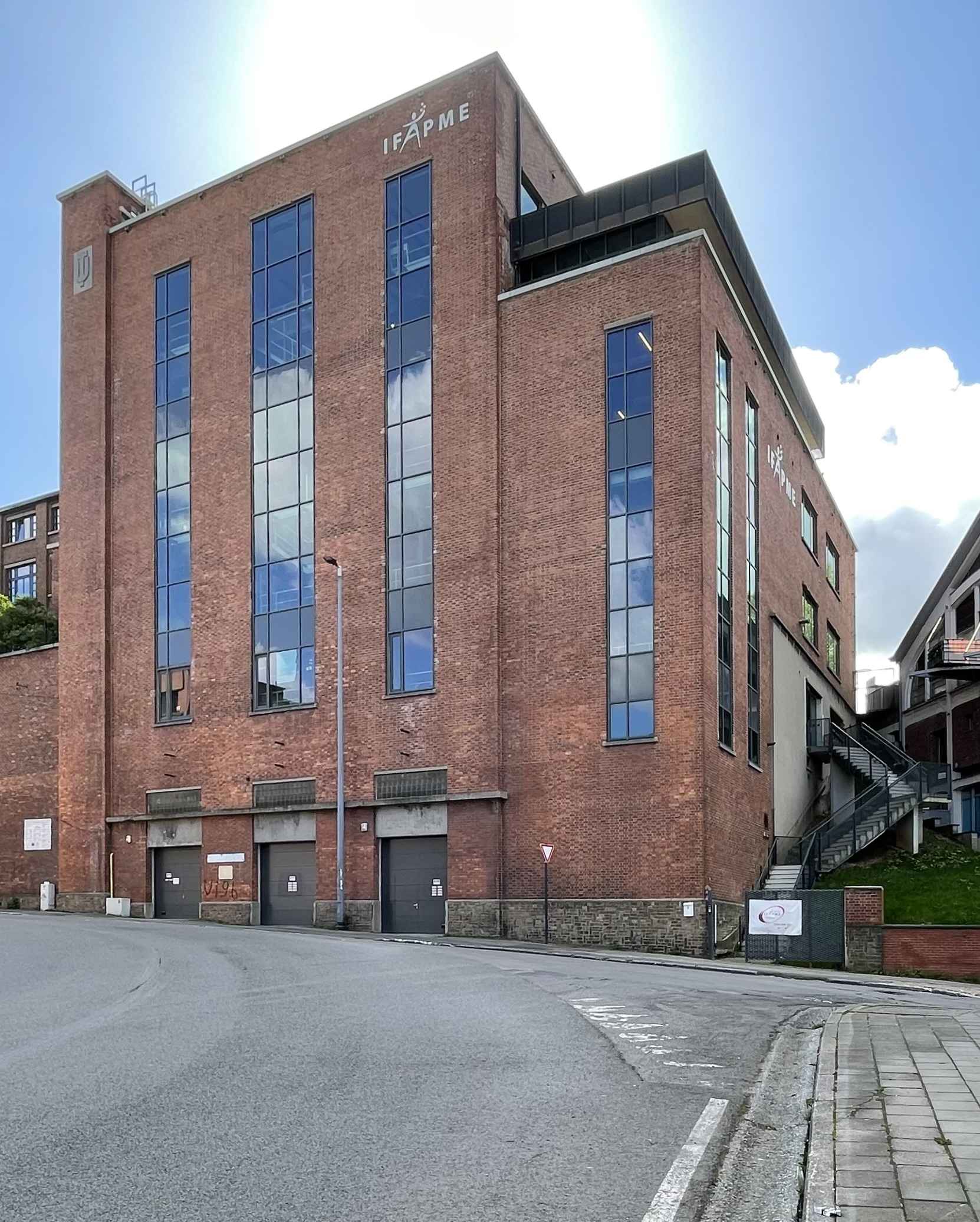
Chaufferie à partir de la rue de la Broucheterre après sa rénovation.

La rénovation de la chaufferie, menée par le bureau Baumans-Deffet entre 2018 et 2022, s'est appuyée sur une approche qui visait à préserver le caractère industriel du bâtiment tout en l'adaptant avec les enjeux contemporains de la durabilité et l'innovation. Les choix architecturaux, intentionnellement minimalistes, ont été guidés par la volonté de respecter et de valoriser le patrimoine historique du bâtiment, tout en réutilisant et intégrant dans un cadre esthétique moderne ce qui pouvait être préservé, et en remettant à niveau les aspects non conformes aux normes actuelles.
Le projet de rénovation de la chaufferie a connu la construction d'un nouveau volume sur la toiture du niveau R+2, comprenant un auditorium, un espace de formation et une extension de la cafétéria. Cette expansion apporte un rafraichissement architecturale remarquable grâce à un contraste esthétique par rapport à la construction existante. Ce nouveau volume a également permis d'améliorer les performances acoustiques et thermiques, grâce à l'application de techniques de construction modernes. Celles-ci prennent en compte l'utilisation d'isolants et de séparations, qu'ils soient fixes ou modulables.
Du point de vue de la programmation, le bâtiment a été aménagé pour inclure deux accès principaux qui ouvrent sur un espace d'accueil central. L'accès supérieur, préexistant, assure une continuité avec le campus universitaire, alors qu'un nouvel accès inférieur a été créé pour relier directement la rue de la Broucheterre au bâtiment.
La réorganisation des espaces intérieurs a bénéficié de l'élimination des anciennes installations industrielles, qui occupaient et rendaient inutilisable une grande partie de l'espace. Désormais, le bâtiment a été transformé en un espace ouvert et adaptable, capable d'accueillir une diversité de fonctions, y compris des bureaux administratifs, des salles de cours, des espaces d'exposition et de réunion axés sur le design, ainsi que des zones destinées à la restauration et à la détente. 
D'un point de vue esthétique, les architectes ont choisi l'aluminium laqué en métal, fini en gris anthracite, comme matériau principal pour le revêtement extérieur. Ce matériau a été exclusivement utilisé pour toutes les interventions visibles de l'extérieur, y compris la grille de l'entrée inférieure, le revêtement de l'escalier extérieur existant, ainsi que pour les éléments de façade et les brise-soleil du nouveau volume construit. 

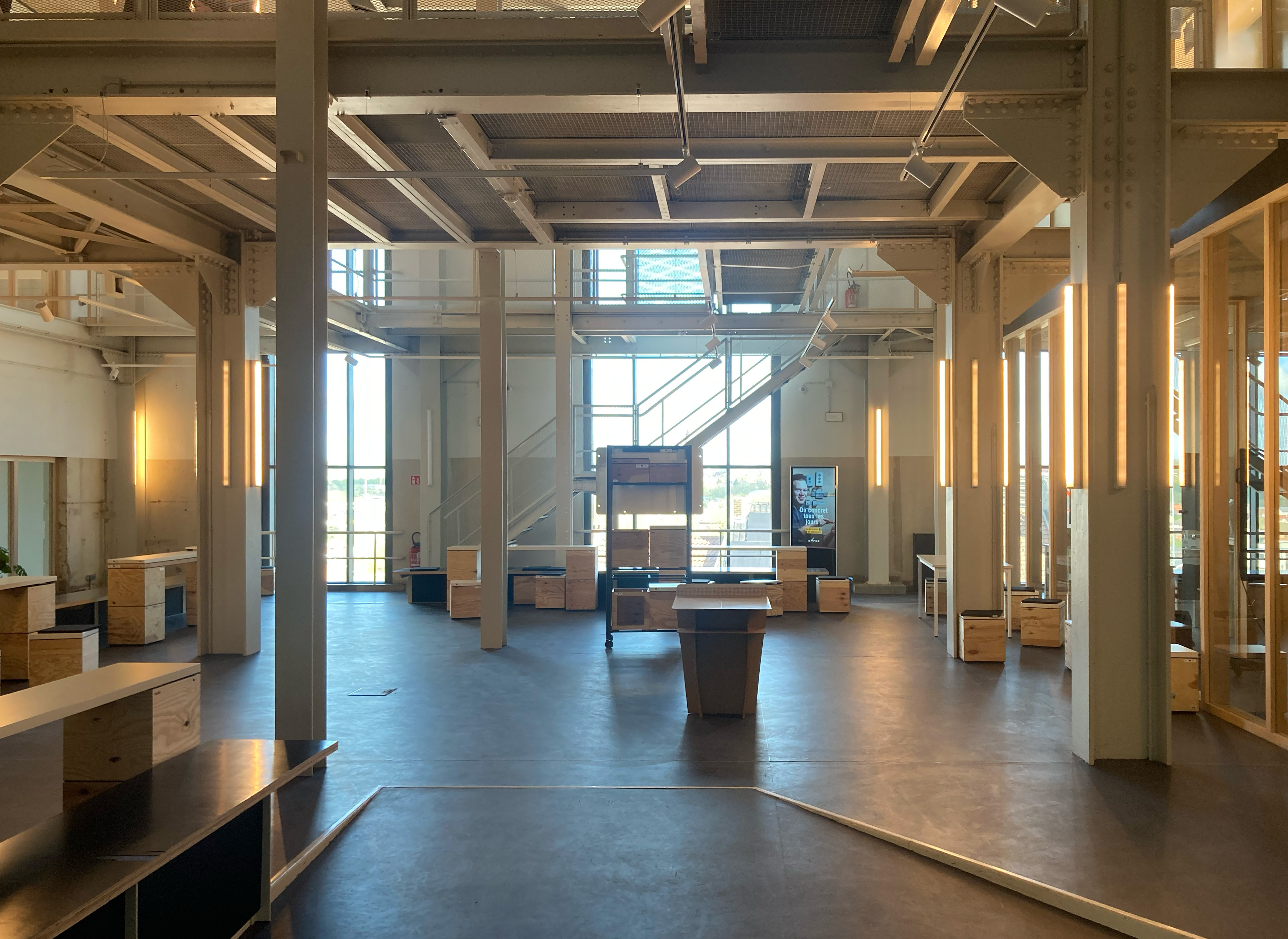
Espace polyvalent.
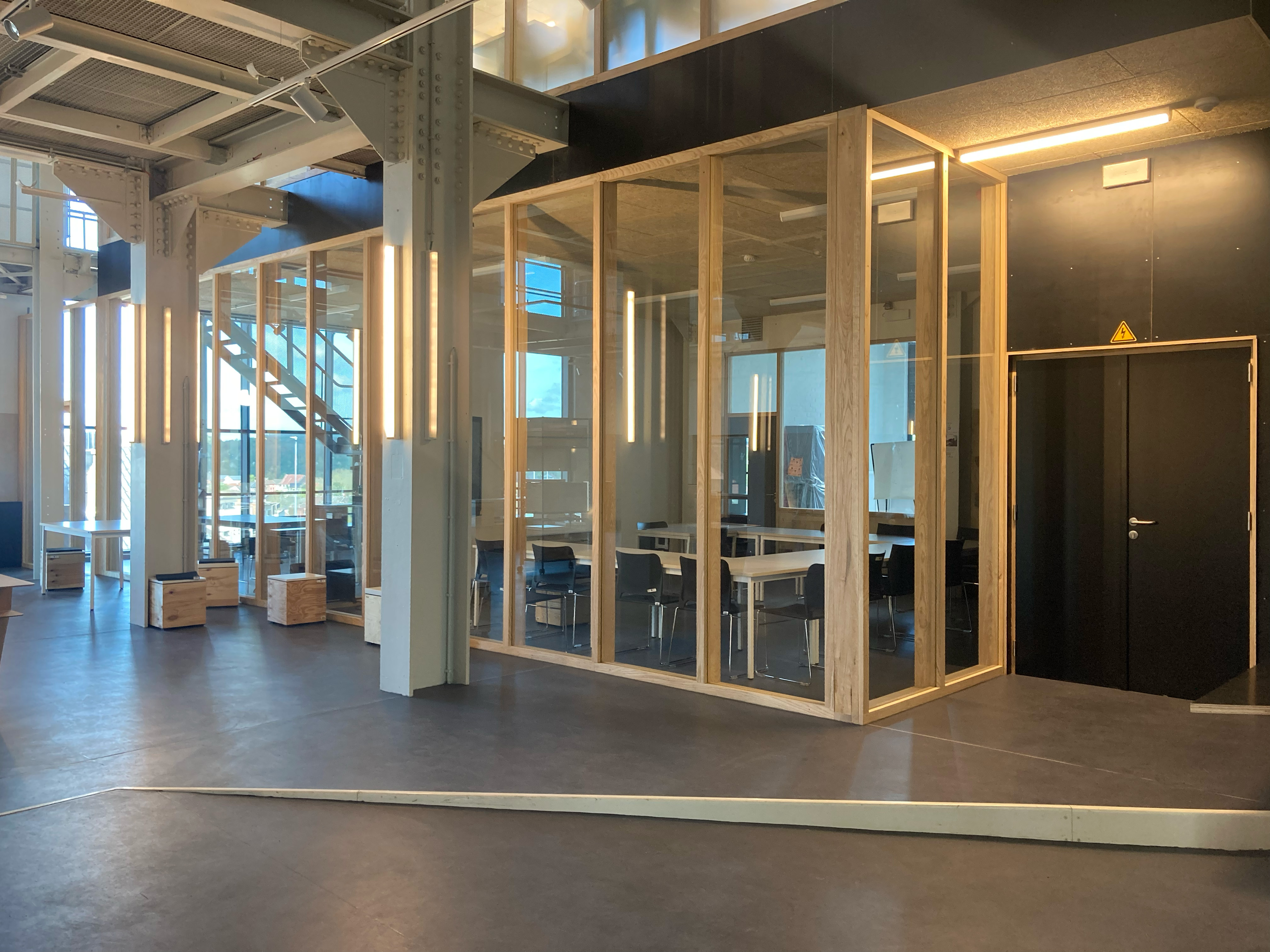
Vue d'intérieur de la chaufferie après la rénovation. Espace de réunion.
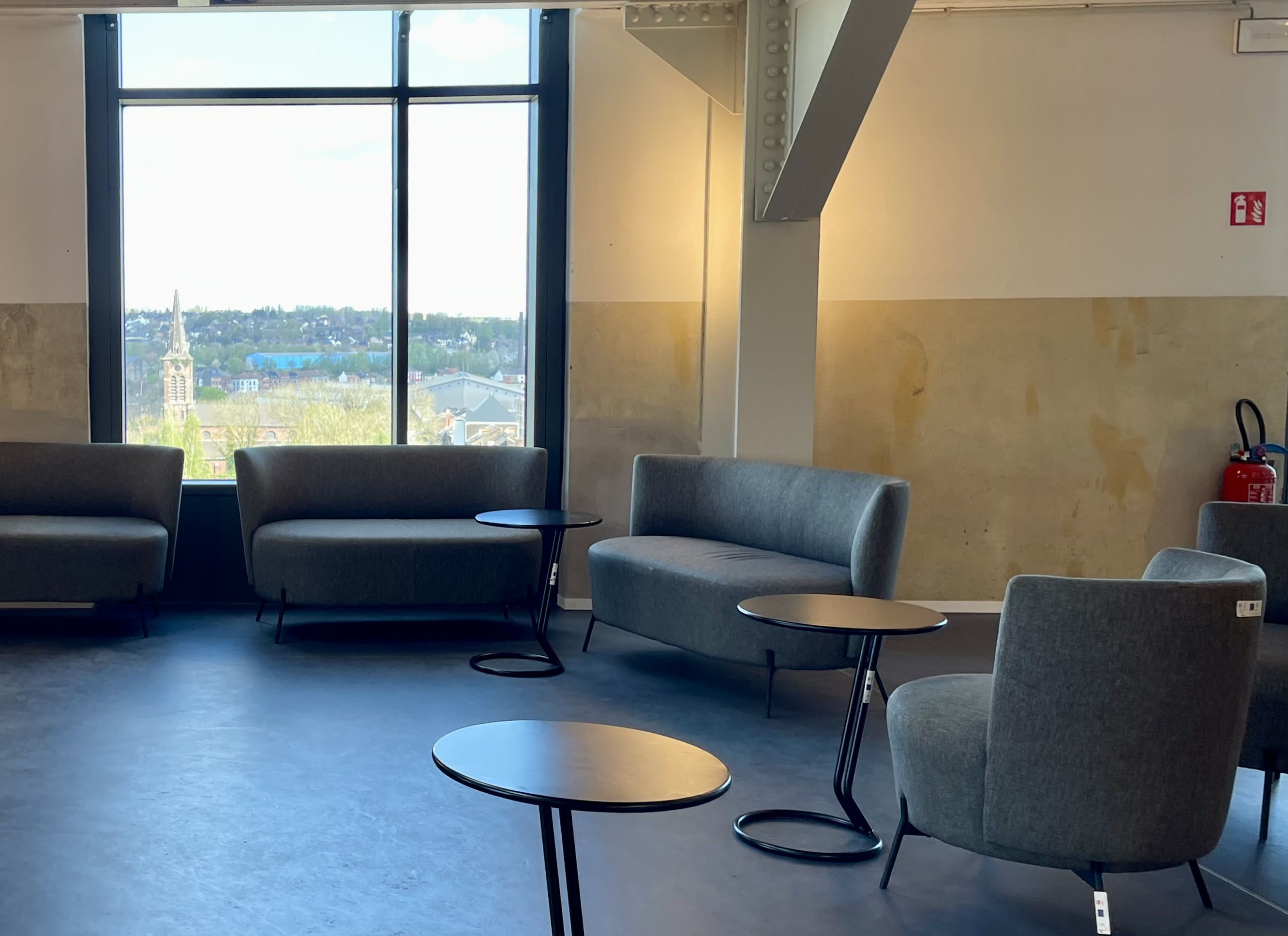
Espace de détente.
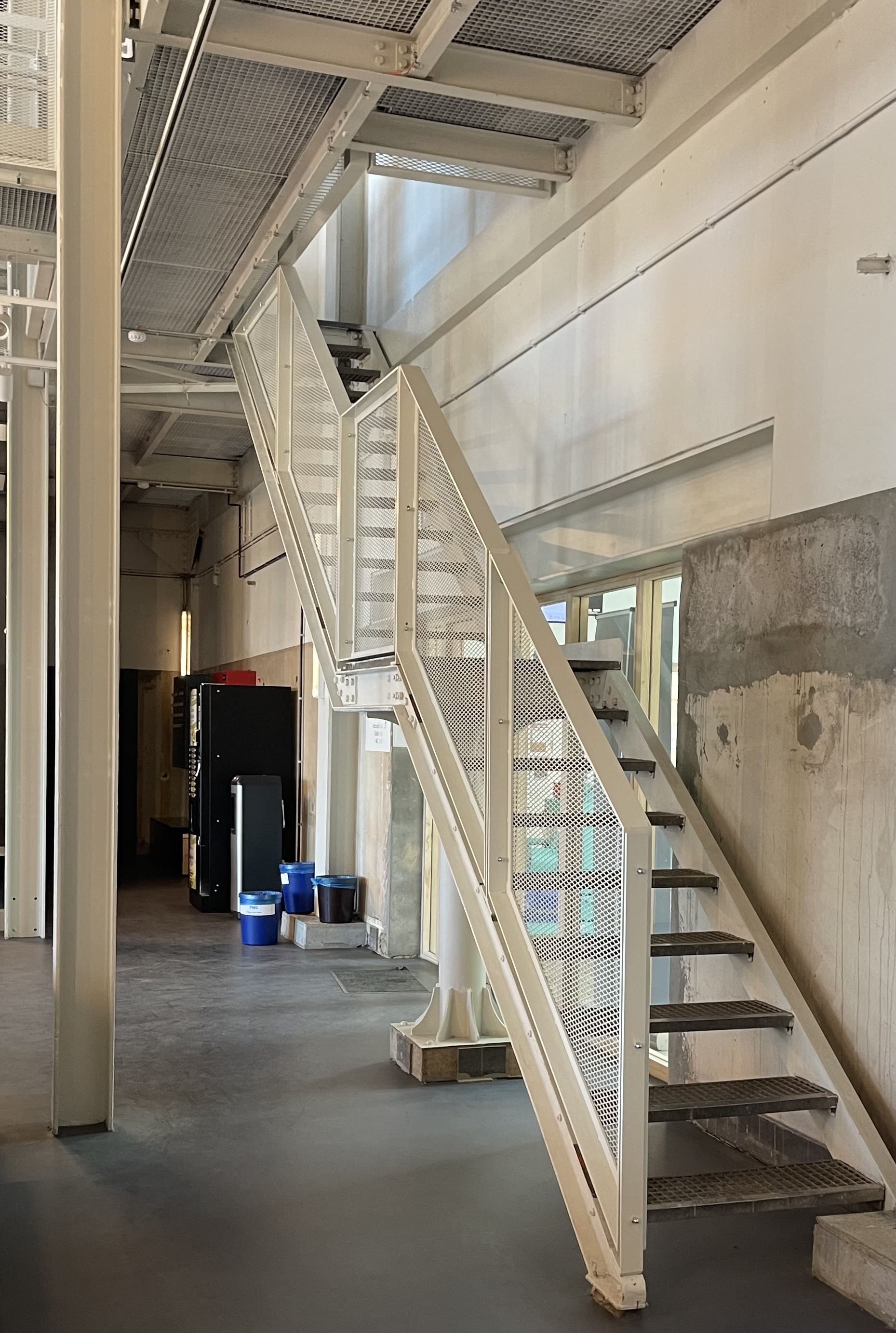
Vue d'intérieur de la chaufferie après la rénovation. L'escalier est un des éléments préexistants qui ont été conservé.
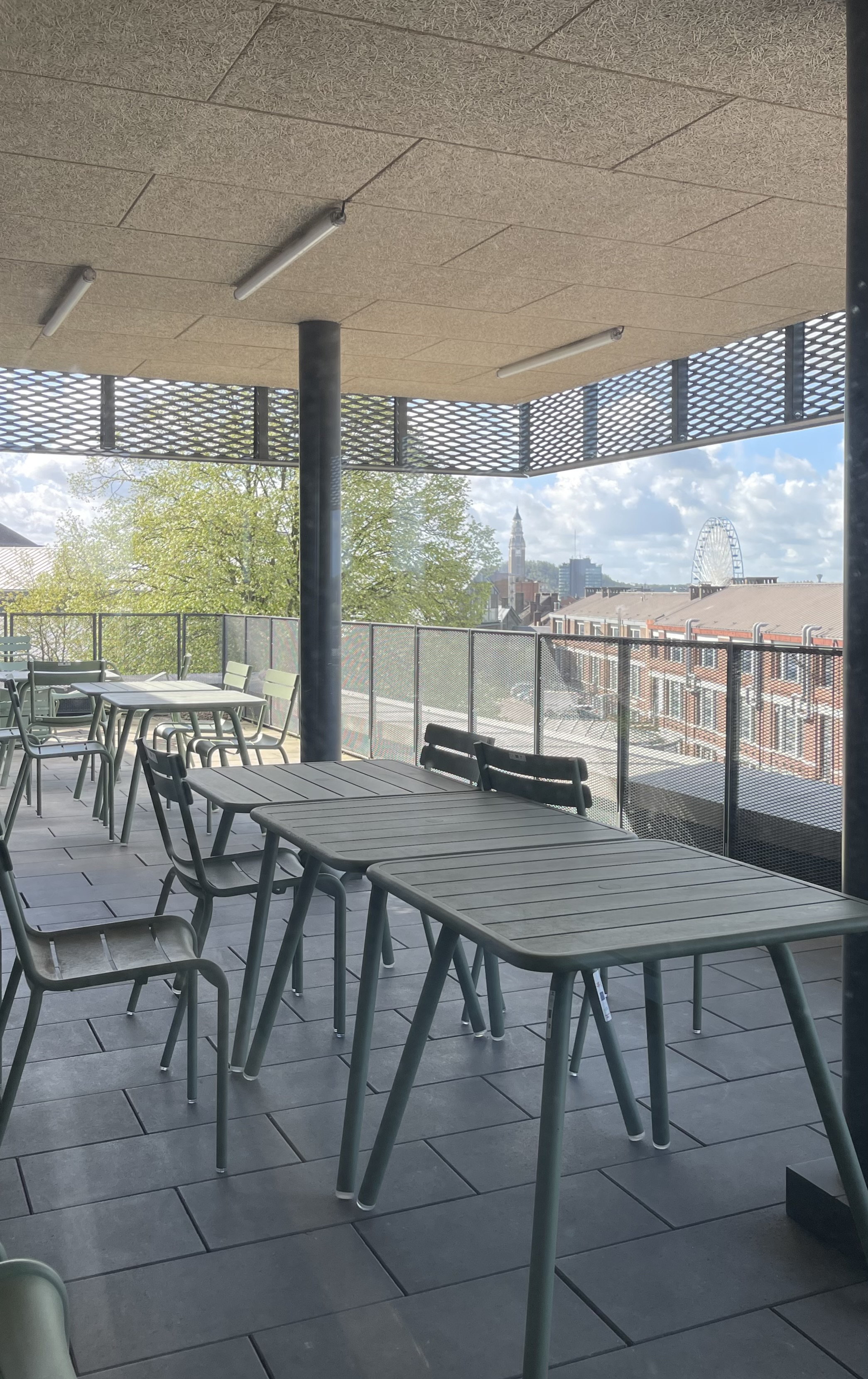
Terrasse intégrée dans le nouveau volume construit.
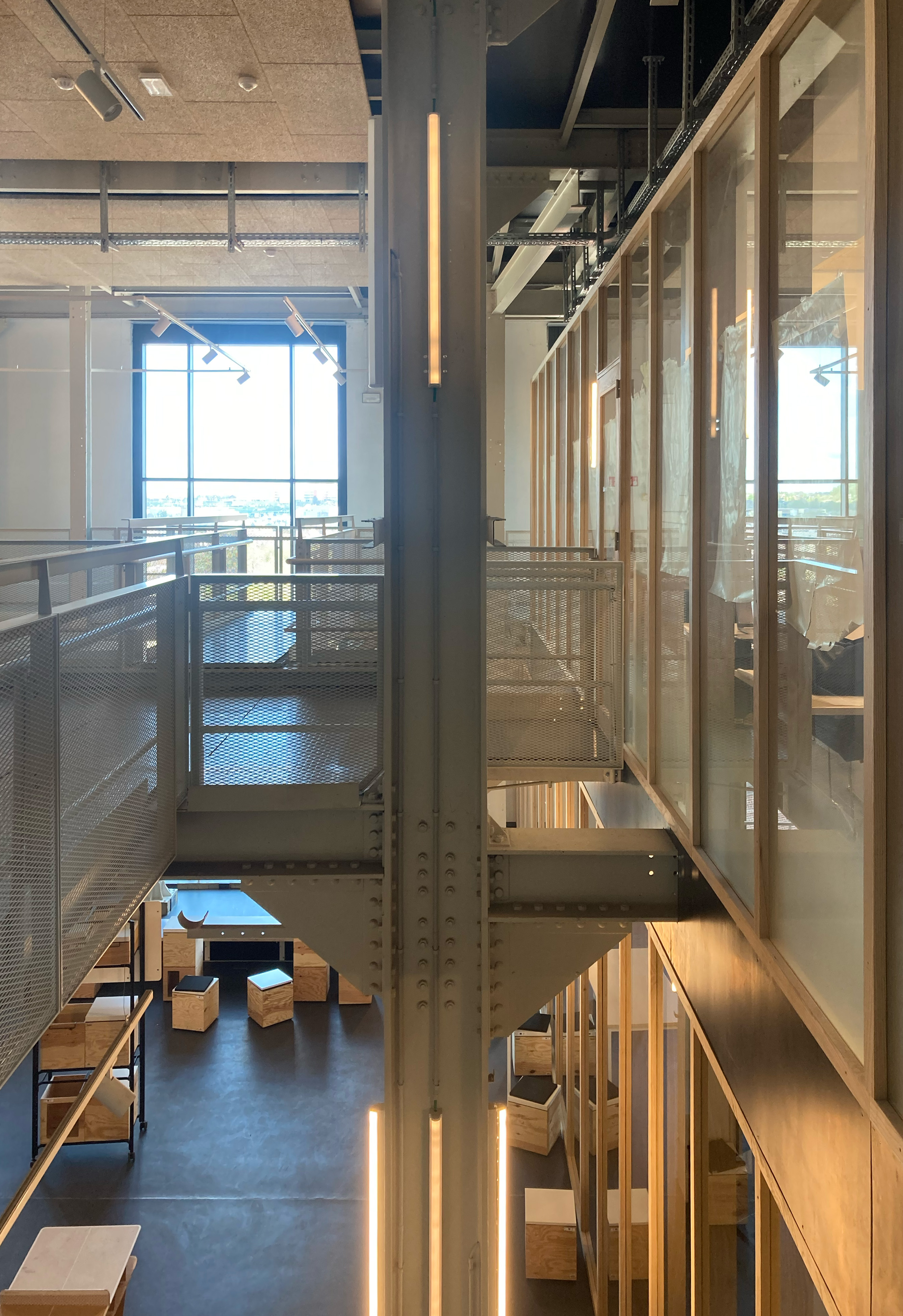
Vue d'intérieur de la chaufferie après la rénovation. Préservation de la structure métallique préexistante.

Le projet de rénovation de la chaufferie est un symbole de la transition vers une société moins dépendante des énergies fossiles, mettant en avant des pratiques durables et d'économie circulaire. La mise à niveau des performances énergétiques a constitué un pilier central du projet. Les actions adoptées incluent le remplacement des fenêtres et cadres existants par des nouveaux éléments plus efficaces, l'utilisation des isloants et cloisons qu'ils soient modulables ou fixes, ainsi que la maximisation de l'utilisation des structures existantes, notamment par le réemploi des revêtements de sols et murs. Ces initiatives ont significativement contribué à l'amélioration de l'isolation thermique, l'étanchéité, l'isolation acoustique et la solidité structurelle,.
Le budget alloué pour la rénovation et la reconversion de la chaufferie, s'élevant à 4 986 309 €, constitue approximativement 14% du financement total attribué par le FEDER pour l'ensemble du Campus universitaire. 